# Stare fundamentală

Nivelele de energie pentru un electron al unui atom: starea fundamentală și starea excitată. După absorbția de energie, un electron poate să treacă de un nivel de energie la următorul, pornind de la starea fundamentală și ajungând la stările de excitație.

O stare fundamentală a unui sistem cuantificat este starea ce prezintă cea mai scăzută energie posibilă. Denumirea de stare excitată face referire la oricare stare a sistemului respectiv în care energia este mai mare decât cea corespunzătoare stării fundamentale.